# Шафранюк Андрій Олегович
Шафранюк Андрій Олегович (нар. 9 лютого 1984) — український колишній яхтсмен, який спеціалізувався у класі багатокорпусного («Торнадо»). Разом зі своїм партнером Павлом Калінчевим він був визнаний одним із найкращих яхтсменів країни на змішаному багатокорпусному катамарані на літніх Олімпійських іграх 2008 року, фінішувавши на тринадцятій позиції. Протягом усієї своєї змагальної спортивної кар'єри Шафранюк тренувався у складі вітрильного складу Україна Миколаїв.
Шафранюк змагався за український вітрильний склад, будучи членом екіпажу в класі Торнадо, на літніх Олімпійських іграх 2008 року в Пекіні. Підготувавшись до їх перших Ігор, він та шкіпер Калінчев взяли участь замість позбавленої Нової Зеландії як наступний найвищий рейтинг екіпажу, який змагався за кваліфікацію, за результатами світового Гран-Прі Торнадо за п'ять місяців до цього в Окленді. Український дует чудово розпочав серію з декількох шести позначок у гонках 1 та 3, перш ніж неухильно згасати до корми 15-човнового заїзду на останньому відрізку, і ніколи не озирався назад, причаливши Шафранюк та Калінчев на далекій тринадцятій позиції загалом із 99 чистими балами.